# Gmina Peterson (Iowa)

Położenie Gminy Peterson w hrabstwie Clay

Gmina Peterson (ang. Peterson Township) – gmina w USA, w stanie Iowa, w hrabstwie Clay. Według danych z 2000 roku gmina miała 555 mieszkańców, a jej powierzchnia wynosi 92,58 km².